# Грушівка (Ніжинський район)
Гру́шівка —  село в Україні,  у Бахмацькій міській громаді Ніжинського району Чернігівської області

## Історія
Перша згадка про село - XVIII століття.  
12 червня 2020 року, відповідно до розпорядження Кабінету Міністрів України № 730-р «Про визначення адміністративних центрів та затвердження територій територіальних громад Чернігівської області», увійшло до складу Бахмацької міської громади. 
19 липня 2020 року, в результаті адміністративно-територіальної реформи та ліквідації Бахмацького району, село увійшло до складу Ніжинського району Чернігівської області.
У селі є ФАП. 